# Буше-Зазуи, Мюриель
Мюрие́ль Буше́-Зазуи́ (фр. Muriel Boucher-Zazoui) — французская фигуристка и тренер. Выступала в паре с Ивом Малатье в танцах на льду, они трёхкратные чемпионы Франции.

## Ученики
Она тренер олимпийских чемпионов 2002 года Марины Анисиной и Гвендаля Пейзера, вице-чемпионов мира Мари-Франс Дюбрей и Патриса Лозона, чемпионов Европы и мира Изабель Делобель и Оливье Шонфельдера.
Мюриель тренировала пару чемпионов Франции Натали Пешала и Фабьен Бурза.

## Результаты
| Соревнования/Сезон | 1971–1972 | 1972–1973 | 1973–1974 | 1974–1975 | 1975–1976 | 1976–1977 | 1977–1978 |
| ------------------ | --------- | --------- | --------- | --------- | --------- | --------- | --------- |
| Чемпионаты мира    |           |           |           |           |           |           | 15        |
| Чемпионаты Европы  |           |           |           |           |           | 14        | 13        |
| Чемпионаты Франции | 3         | 3         | 1         | 2         | 2         | 1         | 1         |